# Melvin Lax
Melvin J. Lax (* 8. März 1922 in New York City; † 8. Dezember 2002 in Summit, New York) war ein US-amerikanischer theoretischer Physiker, der sich unter anderem mit Festkörperphysik, statistischer Physik, Quantenoptik und Akustik beschäftigte.

## Leben
Der Vater von Lax hatte ein Bekleidungsgeschäft in New York. Lax studierte an der New York University (Bachelor 1942) und dem Massachusetts Institute of Technology, wo er 1943 seinen Master-Abschluss machte und 1947 bei Herman Feshbach promoviert wurde. Am MIT war er Assistent sowohl von Feshbach als auch von Philip M. Morse. In seiner Zeit als Doktorand arbeitete er im Zweiten Weltkrieg für drei Jahre (1942 bis 1945) im Unterwasser-Akustik-Forschungslabor des MIT unter Feshbach,  Morse und R. H. Bolt an Geräten zur akustischen Täuschung und Ablenkung von Torpedos. Nach Kriegsende stellte er seine Doktorarbeit fertig, in der er den Wirkungsquerschnitt der Erzeugung von Mesonen durch Photonen und Elektronen berechnete und führte dabei die später als impulse approximation bezeichnete Näherung ein. Danach ging er als Assistant Professor an die Syracuse University und wurde dort später Professor. Zunächst beschäftigte er sich mit Akustik und Kernphysik, wechselte dann aber zur Halbleiterphysik (an der Crystal Branch des Naval Research Laboratory 1951). Ab 1955 war er an den Bell Laboratories, wo er 1962 bis 1964 Leiter der Abteilung theoretische Physik war. Von 1971 bis zu seinem Tod 2002 war er Professor am City College of New York, wobei er aber Berater der Bell Labs blieb. Er war auch Gastprofessor an der Princeton University (1961) und in Oxford (1961/62).
Seit 1983 war er Mitglied der National Academy of Sciences, der American Academy of Arts and Sciences und der American Association for the Advancement of Science sowie Fellow der American Physical Society. 1999 erhielt er den Willis-E.-Lamb-Preis.

## Werk
Lax befasste sich mit Vielfachstreuung von Wellen (worüber er einen einflussreichen Übersichtsartikel in den Reviews of Modern Physics schrieb), Akustik, Festkörperphysik (Multi-Phonon-Prozesse, Phononerzeugung und Elektron-Phonon-Streuung, Franck-Condon-Prinzip in Festkörpern, Anwendungen der Gruppentheorie in der Festkörperphysik, sphärisches Modell der Wechselwirkung von Dipolen, ungeordneten Festkörpern, dem Einfluss von Störstellen in Halbleitern auf den Transport, Störstellen-Bändern, nichtlineare Wechselwirkungen von Photonen mit Phononen), theoretischer Quantenoptik, Fluktuationen im Nichtgleichgewicht sowie Rauschen zum Beispiel beim Laser (1960).  Das führte auch zu Untersuchungen der Trennung von Signal und Rauschen in Lasersignalen zum Beispiel in der Medizin oder nach Streuung in turbulenten Medien (was bei Lax seine Wurzeln in bis heute geheimer Arbeit im Zweiten Weltkrieg hatte). Außerdem befasste er sich mit Angewandter Mathematik bis hin zur Finanzmathematik. Lax war auch früh an Ansätzen zum elektronischen Publizieren bei der American Physical Society beteiligt. Er veröffentlichte über 200 Aufsätze in wissenschaftlichen Zeitschriften und mehrere Bücher. Ein Buch über Quantenoptik war bei seinem Tod an Krebs in Vorbereitung.
Er erhielt den Lamb-Preis für das nach ihm und Lars Onsager benannte Quanten-Regressions-Theorem von 1963. Es dient zur Berechnung der Korrelationsfunktion von Fluktuationen in getriebenen Quantensystemen.

## Schriften
- Generalized Mobility Theory, Phys. Rev., Bd. 109, 1958, S. 1921 (Abstract Bd. 100, 1955, S. 1808)
- The Franck-Condon Principle and its applications to crystals, J. Chem. Phys., Bd. 20, 1952, S. 1752 (der Artikel ist ein Science Citation Classic)
- mit J. C. Phillips One dimensional impurity bands, Phys. Rev. Bd. 110, 1958, S. 41
- mit Elias Burstein Infrared absorption in ionic and homopolar crystals, Phys. Rev., Bd. 97, 1955, S. 39
- Dipoles on a lattice: the spherical model, J. Chem. Phys., Bd. 20, 1952, S. 1351
- Multiple Scattering of Waves, Rev. Mod. Phys., Bd. 23, 1951, S. 287–310, Teil 2, Phys. Rev., Bd. 85, 1951, S. 621
- Fluctuations from the non equilibrium steady state, Rev. Mod. Phys., Bd. 32, 1960, S. 25
- Symmetry principles in solid state and molecular physics, Wiley 1974, Dover 2001
- mit Wei Cai, Min Xu Random processes in physics and finance,  Oxford University Press 2006, ISBN 978-0-19-856776-9